# Superman (film, 2025)
A Superman 2025-ös amerikai szuperhősfilm, amelyet James Gunn írt és rendezett. A főbb szerepekben David Corenswet, mint a címszereplő Superman, Rachel Brosnahan, Nicholas Hoult, Edi Gathegi, Anthony Carrigan, Nathan Fillion és Isabela Merced látható. A DC-univerzum első filmje.
A filmet Amerikában 2025. július 11-én, míg Magyarországon 2025. július 10-én mutatták be a mozikban.

## Cselekmény
Harminc évvel ezelőtt Jor-El és Lara Lor-Van útnak indították újszülött fiukat, Kal-Elt a Földre, hogy megmentsék a Krypton bolygó pusztulásától. A fiú Smallville-ben nőtt fel, ahol Jonathan és Martha Kent nevelték fel Clark Kentként. A Napból származó energiának köszönhetően a kryptonit fiú rendkívüli képességekre tett szert. Hősiességre szülei búcsúüzenete inspirálta — noha az út során részben megsérült az üzenet — így három évvel ezelőtt Supermanként lépett a nyilvánosság elé, a Föld legerősebb metahumánjaként, miközben a Metropoliszban működő Daily Planet újságnál dolgozik riporterként, Jimmy Olsen és Lois Lane oldalán. Lois kapcsolatban van Clarkkal, és tud a titkos identitásáról.
Három héttel korábban Superman megakadályozott egy Boravia nevű ország által indított inváziót, amely a Jarhanpur szomszédos ország ellen irányult, noha Boravia az Egyesült Államok szövetségese. Az USA kormányában Rick Flag tábornok és mások aggódni kezdtek, hogy Superman veszélyt jelenthet. Lex Luthor milliárdos ugyanakkor megnyugtatta őket: ha kell, meg tudja ölni Supermant. Superman ezután első alkalommal vereséget szenvedett egy titokzatos ellenféltől, akit „Boravia Kalapácsának” hívtak, ám valójában ez az alak Ultraman volt álruhában, aki a háborúban való részvételét nevezte meg tettei indokaként. Amit azonban senki sem tud: Ultraman titokban Lex Luthornak dolgozik, aki drónokkal irányítja őt. A sérült Supermant Krypto, a hűséges szuperkutya menti ki, és az Antarktiszon található Magányos Erődbe viszi, ahol fókuszált napenergiával meggyógyítják. Eközben Luthor titokban betör a Magányos Erődbe Ultramannel és a Mérnökkel együtt, ellopja Jor-El és Lara teljes búcsúüzenetét, amit teljesen dekódol, majd elrabolja Kryptót.
Miközben Superman, Zöld Lámpás, Miszter Tökéletes és Sólyomlány egy Luthor által teremtett kaijuval harcolnak, amely csak elterelésként szolgál, Lex Luthor világszerte sugározni kezdi a teljes kryptoni búcsúüzenetet. Superman megdöbbenésére az üzenet második felében szülei arra biztatják, hogy hódítsa meg a Földet, és vegyen feleségül annyi nőt, amennyire szükség van Krypton újjáépítéséhez. A közvélemény hirtelen Superman ellen fordul, ő pedig önként feladja magát a kormánynak kihallgatásra. Mivel azonban Superman túl veszélyes, Rick Flag tábornok Lex Luthor felügyeletére bízza őt.
Luthor egy mesterséges zsebuniverzumba zárja Supermant, ahol már más ellenségeit is fogva tartja, köztük Kryptót és a metahumán Elemembert is. Elemember kisfiát, Joey-t zsarolásként használja, hogy arra kényszerítse Elemembert: készítsen kryptonitot, amivel Superman ereje megszüntethető. Közben Luthor barátnője, Eve Teschmacher, aki titokban belészeretett Jimmy Olsenbe, elárulja, hogy Luthor titokban támogatja Boraviát, cserébe Jarhanpur területének feléért, és fényképes bizonyítékokat is bemutat a tervről. Amikor Elemember tanúja lesz annak, hogy Luthor egy Superman-párti foglyot hidegvérrel meggyilkol, végül Superman mellé áll. Ő és Superman megszöktetik Joey-t és Kryptót. Eközben Lois Lane meggyőzi Miszter Tökéletest, hogy segítsen megtalálni Supermant, és belépnek a zsebuniverzumba, ahonnan kiszabadítják a hősöket, majd a Kent farmra viszik Supermant, hogy felépüljön. Luthor dühödten reagál Superman szökésére, és utasítja embereit, hogy növeljék a zsebuniverzum reaktorának energiáját, hogy kicsalogassák Supermant, de ezzel egy fekete lyukat hoznak létre, amely elkezdi szétszakítani a várost.
Miközben Zöld Lámpás, Elemember és Sólyomlány megállítják Boravia második invázióját, Superman és Miszter Tökéletes a Mérnökkel és Ultramannel harcolnak, miközben a növekvő fekete lyuk egyre közelebb kerül Metropolisz városához. Miután legyőzik a Mérnököt, Superman leleplezi Ultramant, és kiderül, hogy a gonosztevő nem más, mint egy értelmi képességeiben korlátozott klónja. Luthor annyira megszállottan akarja legyőzni Supermant, hogy nem hajlandó bezárni a fekete lyukat, amely végül kettészakítja a várost. Superman végül úgy győzi le Ultramant, hogy beledobja őt a fekete lyukba, majd Miszter Tökéletessel együtt elindul Luthor főhadiszállására, hogy leállítsák a reaktort, és így bezárják a fekete lyukat. Eközben Lois és Jimmy nyilvánosságra hozzák Luthor összeesküvését, amivel tisztázzák Superman nevét. Sólyomlány végzetes magasságból ledobja Boravia elnökét, Vaszil Gurkoszt.
Luthort társaival együtt letartóztatják. Később, miközben Superman a Magányos Erődben gyógyul sérüléseiből, unokatestvére, Kara Zor-El kissé ittasan megérkezik, hogy hazavigye Kryptót. A gyógyulás ideje alatt Superman régi felvételeket néz a gyerekkoráról, Jonathan és Martha Kent társaságában, hogy megnyugvást találjon.

## Szereplők
| Szereplő                         | Színész                   | Magyar hang       | Leírás |
| -------------------------------- | ------------------------- | ----------------- | --- |
| Clark Kent / Superman            | David Corenswet           | Rohonyi Barnabás  | Egy elpusztult bolygó, a Krypton túlélője, aki a Földön él és szuperhősként segít az embereknek. Mindennapi életében titkolja valódi kilétét, miközben újságíróként dolgozik a Metropoliszban található Daily Planet szerkesztőségében.                  |
| Ultraman                         | David Corenswet           | Rohonyi Barnabás  | Lex Luthor által létrehozott Superman-klón. |
| Lois Lane                        | Rachel Brosnahan          | László Lili       | A Daily Planet újságírója, Clark Kent kollégája, aki nem teljesen bízik benne, és még nem biztos abban, hogy szeretne kapcsolatot kialakítani vele. |
| Lex Luthor                       | Nicholas Hoult            | Ágoston Péter     | A LuthorCorp vezérigazgatója, valamint Superman esküdt ellensége, aki gyűlöli őt, mert bár Supermannek megvan az ereje, hogy bármit megtegyen, mégsem Luthor elvei és világnézete szerint cselekszik.                                                    |
| Michael Holt / Miszter Tökéletes | Edi Gathegi               | Patkós Márton     | Szuperhős és feltaláló, aki különféle high-tech kütyüket használ a bűn elleni harcban. Tagja a Justice Gang nevű csapatnak, amelyet Maxwell Lord támogat.                                                                                                |
| Rex Mason / Elemember            | Anthony Carrigan          | Szabó Máté        | Régész és szuperhős, aki képes a testében lévő elemeket különféle formákká átalakítani. Később csatlakozik a Justice Gang csapatához. |
| Guy Gardner / Zöld Lámpás        | Nathan Fillion            | Széles Tamás      | Nyers modorú galaktikus békefenntartó, a Zöld Lámpás Alakulat tagja, valamint a Justice Gang csapatának is a tagja. |
| Kendra Saunders / Sólyomlány     | Isabela Merced            | Pájer Alma Virág  | Szárnyas szuperhősnő, aki különféle közelharci fegyvereket használ, és a Justice Gang tagja. Egy idegen lény reinkarnációja, aki megőrizte emlékeit és korábbi traumáit, emiatt gyakran mogorva, zárkózott természetű.                                   |
| Jimmy Olsen                      | Skyler Gisondo            | Hamvas Dániel     | Fiatal fényképész, Kent és Lane legközelebbi munkatársa. |
| Eve Teschmacher                  | Sara Sampaio              | Mentes Júlia      | Luthor asszisztense és barátnője, aki titokban Olsen-nel is viszonyt folytat. |
| Perry White                      | Wendell Pierce            | Olt Tamás         | A Daily Planet főszerkesztője. |
| Steve Lombard                    | Beck Bennett              | Harcsik Róbert    | A Daily Planet riporterei. |
| Ron Troupe                       | Christopher McDonald      | Makray Gábor      | A Daily Planet riporterei. |
| Cat Grant                        | Mikaela Hoover            | Sipos Eszter Anna | A Daily Planet rovatvezetője. |
| Jonathan és Martha Kent          | Pruitt Taylor Vince       | Törköly Levente   | Clark örökbefogadó emberi szülei. |
| Jonathan és Martha Kent          | Neva Howell               | Horváth Zsuzsa    | Clark örökbefogadó emberi szülei. |
| Angela Spica / A Mérnök          | María Gabriela de Faría   | Tamási Nikolett   | Luthor szövetségese, akinek képességei a testébe épített nanotechnológiából származnak, és van egy különleges, kemény stílusa. |
| Vaszil Gurkosz                   | Zlatko Burić              | Benkő Péter       | Boravia elnöke, Luthor politikai szövetségese. |
| Otis                             | Terence Rosemore          | Schneider Zoltán  | Luthor inasa. |
| Sydney Happersen                 | Stephen Blackehart        | Lukács Dániel     | Luthor egyik asszisztense. |
| Rick Flag                        | Frank Grillo              | Makranczi Zalán   | Tábornok és a Különc Kommandó vezetője. |
| Kara Zor-El / Supergirl          | Milly Alcock              | Staub Viktória    | Clark Kent unokatestvére, akit a megsemmisült Krypton egy darabján neveltek fel, ahol végignézte, ahogy mindenki körülötte meghal. Emiatt sokkal kiábrándultabb és keményebb személyiség, mint az unokatestvére, akit szerető földi szülők neveltek fel. |
| Christopher Smith / Békeharcos   | John Cena                 | Bognár Tamás      | Soviniszta zsoldos, aki hisz abban, hogy a békét bármi áron el kell érni. |
| Maxwell Lord                     | Sean Gunn                 | Szatmári Attila   | Technológiai milliárdos üzletember, a LordTech vezetője, aki finanszírozza a vállalati szponzorációval működő Justice Gang csapatot. |
| Jor-El                           | Bradley Cooper (hangja)   |                   | Superman kryptoni származású szülei |
| Lara Lor-Van                     | Angela Sarafyan (hangja)  |                   | Superman kryptoni származású szülei |
| Superman robotjai                | Alan Tudyk (hangja)       |                   | A Magányos Erődben segítik Supermant. |
| Superman robotjai                | Pom Klementieff (hangja)  |                   | A Magányos Erődben segítik Supermant. |
| Superman robotjai                | Michael Rooker (hangja)   |                   | A Magányos Erődben segítik Supermant. |
| Superman robotjai                | Jennifer Holland (hangja) |                   | A Magányos Erődben segítik Supermant. |
| Híradós                          | Will Reeve                |                   | Híradós. |
| Krypto                           | Jolene                    | Nem szólal meg    | Kara szuperképességekkel rendelkező kutyája, akire Clark vigyáz. |

### Magyar változat
- Magyar szöveg: Tóth Tamás
- Szakértő: Aradi Gergely
- Felvevő hangmérnök: Gábor Dániel
- Vágó: Kajdácsi Brigitta
- Gyártásvezető: Hódos Edina
- Szinkronrendező: Nikodém Zsigmond
- Produkciós vezető: Hagen Péter

A szinkront a Mafilm Audio Kft. készítette el.

## A film készítése
A Warner Bros. Pictures 2012-ben kezdte tervezni Az acélember című filmet, amely a DC Comics karaktere, Superman alapján készült, és amelynek célja egy közös filmes univerzum – a később DC-moziuniverzum néven ismert – elindítása volt. 2014 októberében bejelentették a teljes DC-film univerzumot, ahol a Batman Superman ellen – Az igazság hajnala kapta a prioritást a második DCEU-filmként, mivel Az acélember anyagi eredményei elmaradtak a várakozásoktól. Ennek ellenére egy Az acélember folytatás fejlesztése folyamatosan zajlott, amelyben Henry Cavill újra eljátszaná Superman szerepét. A rendező, Zack Snyder elmondta, hogy az első film bebörtönzött kryptoni karaktereit és Brainiacot fontolgatták az ellenségek szerepére a folytatásban, mielőtt elkezdték volna a Batman Superman ellen munkálatait. 2016 augusztusában a folytatás volt a stúdió egyik legfontosabb projektje, amit Cavill menedzsere is megerősített. Amy Adams, aki Lois Lane-t alakította, 2016 novemberében elmondta, hogy dolgoznak a forgatókönyvön. Matthew Vaughn volt a Warner Bros. legfőbb választása a rendezői pozícióra, és már 2017 márciusában előzetes egyeztetéseket folytatott a projektről. Vaughn és Mark Millar korábban egy új Superman-trilógiát is felvázolt, amelyben Krypton pusztulása csak Superman felnőtt korában történik meg. A DCEU film, Az Igazság Ligája problémás forgatása után a Warner Bros. átgondolta DC-projektjeinek stratégiáját, és 2017 végére egy Az acélember folytatás nem tűnt közelgőnek, sőt, egyáltalán nem biztos, hogy elkészül. Az Igazság Ligája producere, Charles Roven elmondta, hogy bár történetötletek voltak, forgatókönyv még nem készült.
2018 júliusában, még a Mission: Impossible – Utóhatás megjelenése előtt, a film rendezője Christopher McQuarrie és Henry Cavill közösen javasolták egy új Superman-film ötletét, amely részben a Fel című animációs filmből merített inspirációt. A Warner Bros. azonban nem foglalkozott az elképzeléssel. Ugyanebben az évben a stúdió megkereste James Gunnt, hogy írjon és rendezzen egy Superman-filmet. Gunn bizonytalan volt, mert nem érezte, hogy van egy határozott víziója a karakterhez, különösen mivel Superman világszerte ismert figura, ellentétben a Marvelnél általa sikerre vitt A galaxis őrzőivel, akik kevésbé voltak ismertek. Gunn végül a The Suicide Squad – Az öngyilkos osztag mellett döntött, amit „könnyebb útnak” nevezett. 2018 szeptemberében kudarcba fulladtak a tárgyalások Cavill cameoszerepléséről a Shazam! filmben, mivel szerződéses és időbeosztási problémák adódtak, különösen a Utóhatás forgatási kötelezettségei miatt. Ezek után Cavill távozását kezdték pletykálni, és úgy tűnt, hogy nem tér vissza Superman szerepébe. Ugyanakkor Cavill 2019 novemberében kijelentette, hogy még nem mondott le a karakterről, és szeretné méltó módon folytatni. A Warner Bros. ekkor még nem döntött a karakter jövőjéről, és több nagy névvel is tárgyalt: köztük J. J. Abramsszel, akinek cége, a Bad Robot, szerződést kötött a WarnerMediával, valamint Michael B. Jordannel, aki egy fekete Superman verzióját szerette volna eljátszani. 2020 májusára a stúdió már nem dolgozott Az acélember folytatásán, de Cavill továbbra is tárgyalásokat folytatott egy másik DC-filmben való szereplésről. 2021 februárjában bejelentették, hogy Ta-Nehisi Coates ír egy új Superman-filmet, amelyet J. J. Abrams fog rendezni. A tervek szerint ebben a filmben egy fekete színész alakítaná Supermant, és felmerült az is, hogy Michael B. Jordan lehet a főszereplő.
2022 áprilisában a Discovery, Inc. és a WarnerMedia összeolvadt, létrehozva a Warner Bros. Discovery nevű új céget, amelynek elnök-vezérigazgatója David Zaslav lett. Az új vállalat célja a DC Entertainment átszervezése volt, mivel Zaslav és a WBD vezetése úgy érezte, hogy a DC-nek nincs egységes kreatív és márkastratégiája, és Supermant alulhasználják. Időközben James Gunn – aki korábban is gondolkodott már azon, hogyan közelítené meg Superman karakterét – 2022 augusztusának végén megbízást kapott egy új Superman-film elkészítésére. Ez a projekt nem Az acélember folytatása, és független a korábbi DCEU-tól. David Zaslav aktívan támogatta Gunn munkáját, és több időt is együtt töltöttek, miközben Gunn írta a forgatókönyvet.
Henry Cavill cameószerepben tért vissza Supermanként a Black Adam végén, a stáblista utáni jelenetben. Ekkor a Warner Bros. újra elkezdett dolgozni egy Cavill-féle Az acélember folytatáson. A producer Charles Roven lett, és a stúdió forgatókönyvírókat keresett. Christopher McQuarrie volt a kívánt rendező, de ő valószínűleg nem volt elérhető, mivel a Mission: Impossible – Leszámolás és a Mission: Impossible – A végső leszámolás filmeken dolgozott. Közben Ta-Nehisi Coates projektje továbbra is fejlesztés alatt állt. Cavill visszatérését a Black Adam stáblista utáni jelenetében a Warner Bros. filmrészlegének vezetői, Michael De Luca és Pamela Abdy hagyták jóvá, miután Dwayne Johnson közvetlenül megkereste őket. Johnson egy Black Adam vs. Superman film ötletét kezdte el promózni Cavill-lel a másik főszerepben. Cavill csak egy alkalomra szóló szerződést írt alá a Black Adamre, és csak szóbeli ígéretet kapott arra, hogy továbbra is játszhatja Supermant a DCEU-ban. Ennek ellenére nyilvánosan bejelentette, hogy visszatér Superman szerepébe, és úgy fogalmazott, hogy a Black Adamben látott jelenet csak egy kis ízelítő volt a jövőbeli tervekből. Azt is elmondta, hogy a jövőbeli Superman egy nagyon örömteli, pozitív karakter lesz. A folytatás forgatókönyv-vázlatát ekkor Steven Knight írta, amelyben Brainiac lett volna az ellenfél, de a Warner Bros. vezetői nem voltak elégedettek a koncepcióval. A rendezésre Michael Bay neve is felmerült lehetséges jelöltként.
2022 októberének végén bejelentették, hogy James Gunn és a The Suicide Squad – Az öngyilkos osztag producere, Peter Safran lettek az újonnan létrehozott DC Studios társelnökei és vezérigazgatói.  Új pozíciójukban már az első héten elkezdtek kidolgozni egy 8–10 évre szóló tervet egy új DC-univerzum létrehozására, amely a meglévő DCEU egyfajta „puha újraindítása” lett volna. November közepén nyilvánosságra került, hogy Gunn éppen egy új DC-filmet ír. Időközben Andy Muschietti, a Flash – A Villám rendezője, kifejezte érdeklődését egy Superman-film iránt, amely hangulatában Richard Donner 1978-as Superman-filmjéhez hasonlítana. November elején Henry Cavill arról beszélt, hogy érdekelné egy olyan projekt, amely Superman szeretetét és emberiség iránti elköteleződését mutatná be, és azt is elmondta, hogy várja a találkozót Gunn-nal, hogy a jövőbeni lehetőségekről beszéljenek. Azonban november végére Az acélember folytatásának fejlesztése leállt, miközben Gunn és Safran a DCU hosszú távú tervein dolgoztak.
2022 decemberében James Gunn kijelentette, hogy Superman a DC Studios egyik legfontosabb prioritása, ha nem a legfontosabb. Ezután nyilvánosan bejelentette, hogy új Superman-filmet ír. A film egy fiatalabb Supermanre fog fókuszálni, ezért Henry Cavill nem tér vissza a szerepbe. Felmerült az is, hogy Gunn rendezi a filmet, bár ezt akkor még nem erősítették meg. A történet nem lesz eredetsztori, hanem egy fiatal újságíróként dolgozó Superman életére koncentrál, aki kulcsszereplőkkel, például Lois Lane-nel kerül kapcsolatba. Gunn és Peter Safran személyesen találkoztak Cavill-lel, hogy elmagyarázzák a döntésüket, és arról is beszéltek, hogy a jövőben egy másik szerepben esetleg még együtt dolgozhatnak. 2023. január 31-én Gunn és Safran bemutatták az új DCU első projektjeit, 1. fejezet: Istenek és szörnyetegek címmel. Ennek első filmje az új Superman-film lett, amelynek hivatalos címe: Superman: Legacy. A premierdátumot 2025. július 11-re tűzték ki, ez Gunn néhai édesapjának születésnapja. Eafran szerette volna, hogy Gunn rendezze is a filmet.

### Forgatás
A film forgatása 2024. február 29-én kezdődött meg, ez a dátum uperman születésnapja a képregények szerint. A forgatás egy hetet vett igénybe Norvégiában, Spitzbergákon, az Adventdalen-völgyben, ahol a Magányos Erőd jeleneteit vették fel. James Gunn azért választotta ezt a helyszínt, mert a táj természetes szépsége és sarkvidéki hangulata tökéletesen illik az Erőd elhelyezkedéséhez. A forgatás eredetileg 2024 januárjában indult volna, de a SAG-AFTRA színészsztrájk miatt elhalasztották. A munkálatok körülbelül négy hónapig tartanak.